# دانا جونسون
دانا جونسون (بالإنجليزية: Dana Johnson)‏ هي كاتِبة أمريكية، ولدت في 1967 في لوس أنجلوس في الولايات المتحدة.